# Entrevue (magazine)
Pour les articles homonymes, voir Entrevue.
Entrevue est un magazine français mensuel de presse, qui analyse les dessous des médias, interviewe les acteurs du show-biz et enquête sur les faits de société.

## Concept éditorial
Ce mensuel est un magazine masculin axé sur des interviews de stars, le décryptage du monde des médias et de la télé-réalité, ainsi que des enquêtes sur des faits de société.
Les couvertures mettent en scène quasi-exclusivement des stars féminines. Certaines d'entre elles ont posé partiellement dénudées à l'intérieur du magazine,.

## Histoire
Entrevue est créé en 1992 par Thierry Ardisson et Gérard Ponson. Au départ, le magazine s'appelle Interview, mais Ardisson doit le rebaptiser un an plus tard Entrevue après un procès pour plagiat perdu intenté par le magazine américain Interview.
Lancé au prix de 18 F le numéro, Entrevue atteint les 200 000 exemplaires mensuels l'année de son lancement. 455 000 exemplaires sont vendus chaque mois en 2001. Thierry Ardisson a entre-temps vendu ses parts en 1995.
En 2004, Entrevue est récompensé aux Étoiles de l'OJD, récompensant la hausse de ses ventes.
En 2009, à la suite de la baisse des ventes de la presse papier, la société éditrice du magazine, la SCPE, est placée en redressement judiciaire le 14 septembre 2009, puis en liquidation judiciaire le 22 février 2012 par le Tribunal de Commerce de Paris,. L'activité du magazine peut néanmoins se poursuivre, à la suite de son acquisition par Jean-Claude Cochi en avril 2012. La même année, Jean-Claude Cochi est accusé d'escroquerie en Suisse et ne reste à la tête du magazine que 3 ans.
En 2015, le magazine est racheté par la société Entrechoc, détenue majoritairement par l'éditeur Michel Birnbaum, avec le soutien des salariés, à la suite d'un jugement du tribunal de commerce de Paris en date du 20 février 2015.
En 2023, Omar Harfouch rachète à Jérôme Goulon le magazine, ce dernier restant rédacteur en chef du magazine[réf. souhaitée].

## Condamnations judiciaires
Le magazine a fait l'objet de plusieurs condamnations judiciaires pour atteinte au droit à l'image et contrefaçons :
- Le 21 décembre 2007, Geneviève de Fontenay, la présidente du Comité Miss France, demande sur Europe 1 que Valérie Bègue rende son titre à la suite de la publication dans le magazine Entrevue[12] de photographies en poses suggestives. L'existence de ces photos prouve en effet une infraction à une clause du règlement du concours des Miss France.  Gérard Ponson, éditeur d'Entrevue, et sa société, sont condamnés à 10 000 € d'amende chacun pour contrefaçon, les photos ayant été publiées sans autorisation[13].
- Le 14 décembre 2000, la 14e chambre correctionnelle du tribunal de Nanterre a condamné Michel Alvès da Cunha à 50 000 F d'amende, sanctionnant ainsi un reportage truqué intitulé « Banlieues, la chasse aux flics est ouverte »[14],[15].
- Le 13 février 2010, le magazine est condamné à 7 000 € d'amende pour avoir publié des photos érotiques de Kelly Bochenko, Miss Île-de-France 2009, elle a cependant été déboutée de sa demande de faire retirer les exemplaires des kiosques[16]. Son avocat est alors Laurent-Franck Liénard[17].